# Imí
Imí es una localidad del estado mexicano de Campeche. Es parte del municipio de Campeche.

## Demografía
| Gráfica de evolución demográfica |
|                                  |

| Censo | Población |
| ----- | --------- |
| 1950  | 103       |
| 1960  | 80        |
| 1970  | 16        |
| 1980  | 406       |
| 1990  | 787       |
| 2000  | 1 051     |
| 2010  | 1 227     |
| 2020  | 1 651     |